# Isopropiliden acetona
La isopropiliden acetona u óxido de mesitilo es una cetona α, β-insaturada con la fórmula CH3C (O)CH = C(CH3)2. Este compuesto es un líquido volátil e incoloro con un olor a miel.

## Síntesis
La isopropiliden acetona se prepara mediante la condensación aldólica de la acetona para dar el alcohol de diacetona, el cual se deshidrata fácilmente para dar este compuesto..
La forona y la isoforona se pueden ser formar bajo las mismas condiciones. La isoforona se origina vía adición de Michael :
La forona se forma por una segunda condensación aldólica:

## Usos
Esta cetona se utiliza como disolvente y como precursor de la síntesis del metil isobutil cetona por hidrogenación:
La hidrogenación completa produce 4-metil-2-pentanol.